# Matt Murley
Matt Murley (* 17. Dezember 1979 in Troy, New York) ist ein ehemaliger US-amerikanischer Eishockeyspieler, der im Verlauf seiner aktiven Karriere zwischen 1998 und 2019 unter anderem über 400 Spiele in der American Hockey League (AHL) auf der Position des Centers bestritten hat. Darüber hinaus absolvierte Murley weitere 62 Partien für die Pittsburgh Penguins und Phoenix Coyotes in der National Hockey League (NHL).

## Karriere

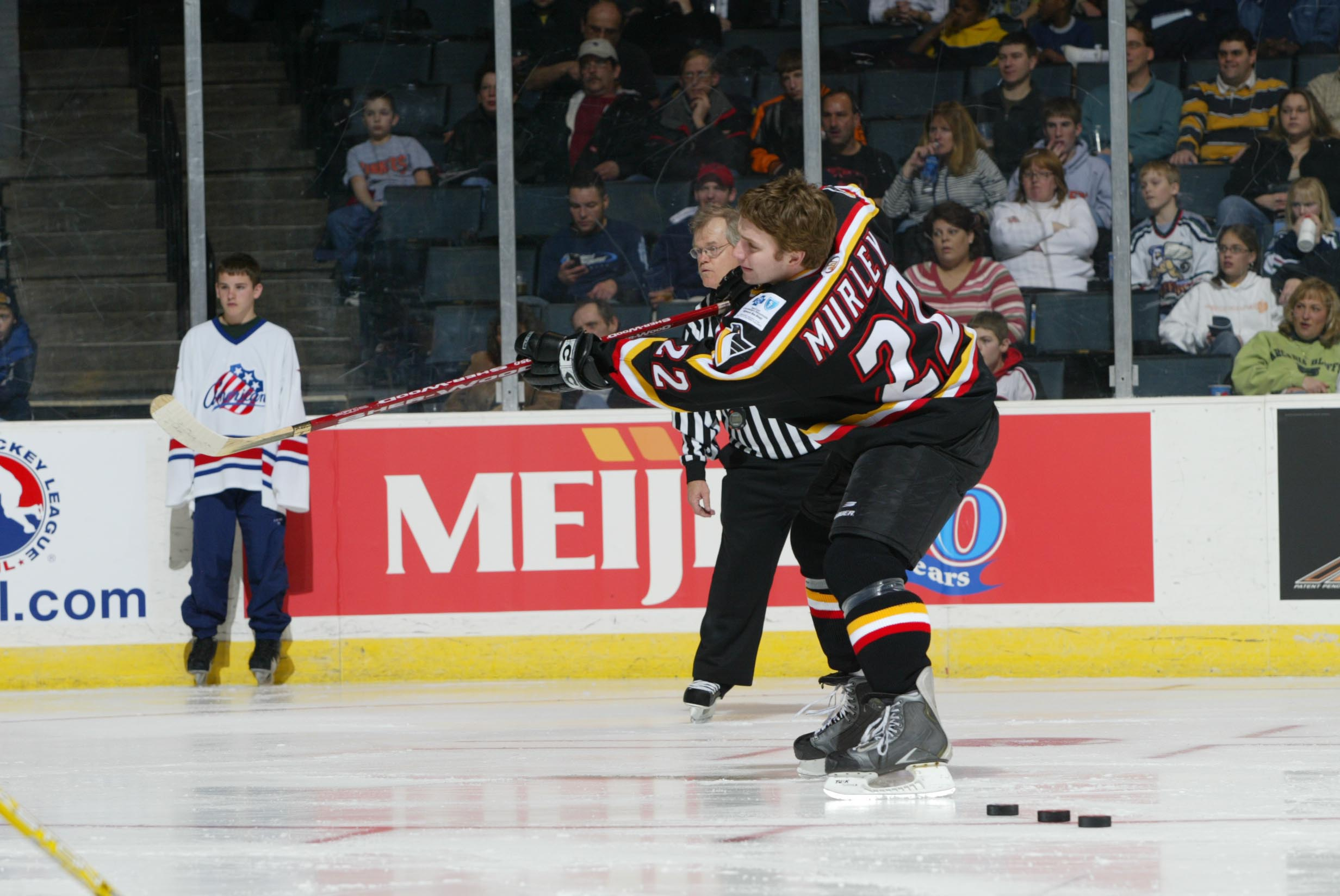
Murley im Trikot der Wilkes-Barre/Scranton Penguins (2004)

Zu Beginn seiner Karriere stand Murley zunächst zwischen 1998 und 2002 für die Universitätsmannschaft des Rensselaer Polytechnic Institute in der ECAC Hockey, die in den Spielbetrieb der National Collegiate Athletic Association (NCAA) eingegliedert ist, auf dem Eis. Im Sommer 2002 wurde er von den Pittsburgh Penguins aus der National Hockey League (NHL) verpflichtet, die sich zuvor im Rahmen des NHL Entry Draft 1999 in der zweiten Runde an 51. Stelle die Transferrechte am US-Amerikaner gesichert hatten. Dort absolvierte er zunächst eine vollständige Spielzeit bei den Wilkes-Barre/Scranton Penguins, dem Farmteam der Penguins in der American Hockey League (AHL). In der Saison 2003/04 debütierte Murley in der NHL und absolvierte zunächst 18 Spiele für Pittsburgh, ehe er erneut ins Farmteam abgegeben wurde. In der Saison 2005/06 konnte sich der Angreifer letztlich im Kader Pittsburghs etablieren und hatte insgesamt 41 NHL-Einsätze.
Im Sommer 2007 unterschrieb der Stürmer einen Einjahresvertrag beim Ligakonkurrenten Colorado Avalanche, wurde dort jedoch ausschließlich beim Farmteam Albany River Rats in der AHL eingesetzt. Anschließend wechselte Murley innerhalb der Liga zu den Phoenix Coyotes, wo er jedoch in der Saison 2007/08 lediglich auf drei Einsätze in der NHL kam und den Rest der Spielzeit beim AHL-Kooperationspartner San Antonio Rampage verbrachte. Im Vorfeld der Saison 2008/09 einigte sich der Linksschütze zunächst auf einen Kontrakt mit den Carolina Hurricanes, entschied sich jedoch noch vor Saisonbeginn für einen Wechsel zum russischen Klub Amur Chabarowsk aus der Kontinentalen Hockey-Liga (KHL).
Im Sommer 2009 schloss sich Murley dem Schweizer Zweitligisten SC Langenthal an, wechselte jedoch noch während der laufenden Spielzeit in die National League A (NLA) und spielte erst für den HC Lugano und später für die Rapperswil-Jona Lakers. Zur Saison 2010/11 ging der Stürmer nach Schweden in die Elitserien und spielte zunächst einige Partien für den Linköping HC, ehe er vom Ligakonkurrenten Timrå IK verpflichtet wurde. Nach zwei weiteren Spielzeiten dort unterschrieb Murley im Juli 2013 einen Vertrag beim KHL Medveščak Zagreb und kehrte somit in die KHL zurück. In der Saison 2014/15 spielt der variable Offensivspieler für den slowakischen Hauptstadtklub und KHL-Teilnehmer HC Slovan Bratislava, ehe der Linksschütze im August 2015 von den Nürnberg Ice Tigers aus der Deutschen Eishockey Liga (DEL) unter Vertrag genommen wurde.
Nach einem Jahr in Franken zog Murley nach Japan weiter und unterzeichnete einen Vertrag bei den Ōji Eagles aus der Asia League Ice Hockey (ALIH). Die folgenden beiden Spielzeiten bis zu seinem Rücktritt im Sommer 2019 verbrachte er beim südkoreanischen ALIH-Teilnehmer Daemyung Killer Whales. Knapp drei Jahre nach seinem Rücktritt absolvierte der 42-jährige US-Amerikaner im Frühjahr 2022 einige Partien für den schwedischen Viertligisten Kovlands IshF.

## Erfolge und Auszeichnungen
| - 1999 ECAC All-Rookie Team - 2001 ECAC All-Academic Team - 2002 ECAC First All-Star Team | - 2002 ECAC All-Tournament Team - 2002 NCAA East Second All-American Team - 2004 Teilnahme am AHL All-Star Classic |

## Karrierestatistik
(Legende zur Spielerstatistik: Sp oder GP = absolvierte Spiele; T oder G = erzielte Tore; V oder A = erzielte Assists; Pkt oder Pts = erzielte Scorerpunkte; SM oder PIM = erhaltene Strafminuten; +/− = Plus/Minus-Bilanz; PP = erzielte Überzahltore; SH = erzielte Unterzahltore; GW = erzielte Siegtore; 1 Play-downs/Relegation; Kursiv: Statistik nicht vollständig)